# Kaltenstein

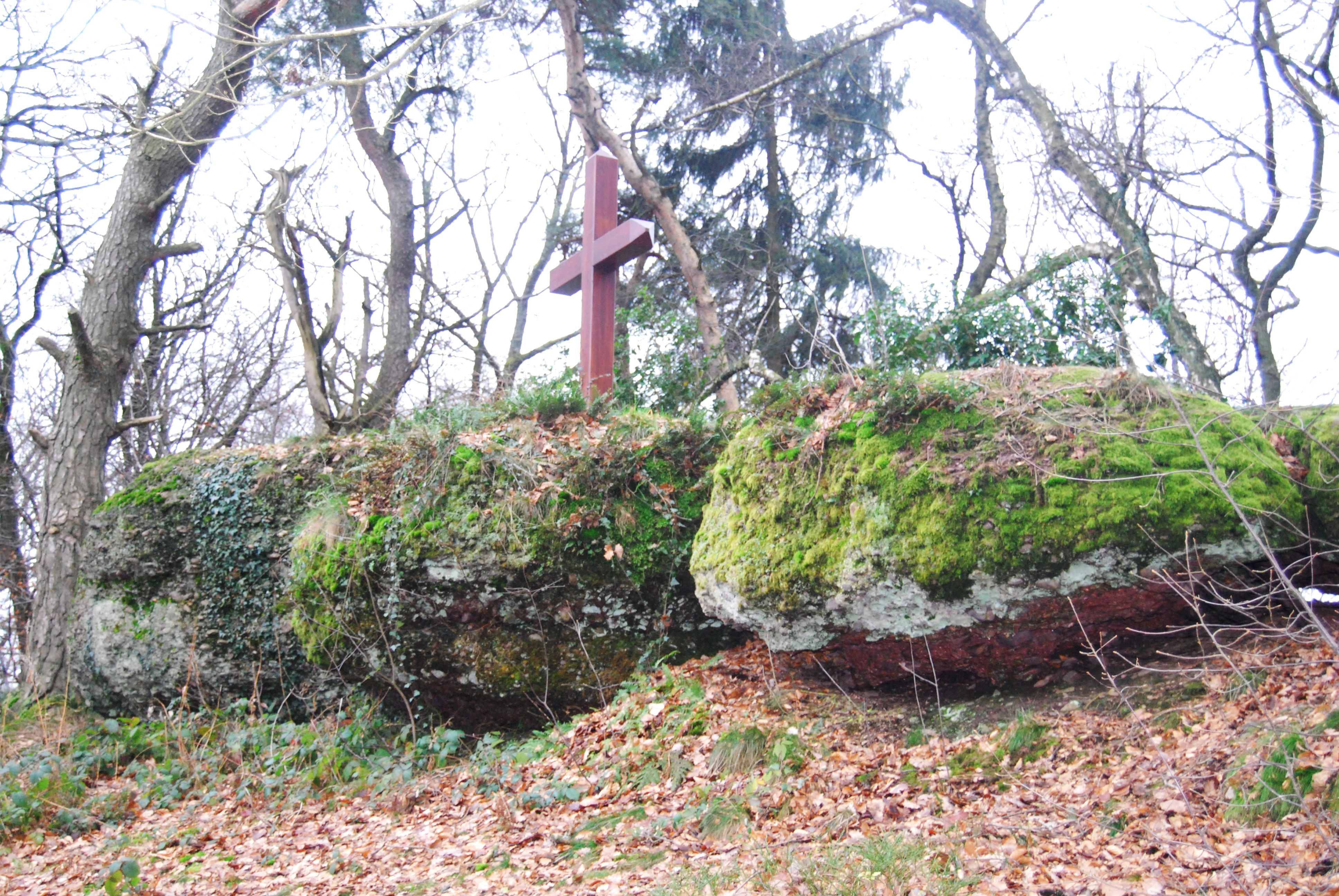
Kaltensteine

Kaltenstein ist ein großer Fels, der im Hoxberger Wald, nahe dem Dorf Zollstock (Stadt Lebach im Saarland), zu finden ist. Er ist im Raum Lebach – vor allem wegen der Sagen und Legenden, die über ihn erzählt werden – sehr bekannt. Um den Kaltenstein, befindet sich der Kaltensteinpfad, ein beliebter Mountainbike- und Wanderweg.

## Geologie
Die beiden großen Steine sind Konglomeratfelsen aus dem Rotliegendem, das heißt, eine feste Mischung aus Kieselsteinen und Sandstein, die sich vor etwa 270 Millionen Jahren gebildet hat. Sie sind Teil der Remigiusberg-Formation, die sich am Hoxberg vom Kamm bis zur Theel erstreckt.

## Sagen und Legenden
Die Hexensage
Angeblich soll im 16. Jahrhundert der Hoxberg und vor allem der Kaltenstein ein Hexentreffpunkt gewesen sein. Der Kaltenstein soll dabei das magische Zentrum der Hexen gewesen sein. Hier haben die Hexen angebliche schauerliche Rituale veranstaltet und mit dem Teufel gebuhlt.
Die Schatzsage
Diese besagt, dass sich unter dem Kaltenstein reiche Schätze verbergen, welche bereits in Zeiten des Heidentums den Göttern geopfert wurden. Druiden sollen sie dort einst vergraben haben, als das Christentum sich zunehmend ausbreitete, was auf einen bereits keltischen Ursprung der Sage hindeuten könnte. In der ersten Maiennacht feiern die im Hoxberg beheimateten Zwerge um den Kaltenstein ein Fest der Freude, wobei sich besagter Schatz zeigt und im Sternenlicht funkelt. Jedoch könne er erst dann für immer ans Licht gelangen, würden die Glocken der Dreifaltigkeitskirche an einem Karfreitag von selbst zu läuten beginnen. Sodann würden sich die Steine dreimal um die eigene Achse drehen und den Schatz der Menschheit preisgeben. Weiter wird von diesen Zwergen berichtet, sie kämen nachts aus dem Berginnern hervor, um zum mitternächtlichen Glockenschlag den oberen Stein auf dem unteren einmal herumzudrehen, um danach wieder im Berg zu verschwinden.

## Wirken der Nationalsozialisten
Nach der Machtergreifung der Nationalsozialisten gab es eine Wiederbelebung des Keltenkultes in Deutschland. In Lebach wurde die Darstellung über den Kaltenstein als Keltenstätte und heidnische Priester, die dort einen Schatz vor christlichen Missionaren verstecken würden, propagiert. Aus der Zeit vor 1935 gibt es allerdings keine mündlichen oder schriftlichen Quellen, die über eine solche Keltenstätte am Kaltenstein berichten. Nationalsozialistische Jugendgruppen wie die Hitlerjugend und Schulklassen aus Lebach und Umgebung führten während der Zeit des NS-Regimes Wanderungen an den Stein durch, nachdem der Autor Otto Schmitz eine zur NS-Ideologie passende Geschichte über den Felsblock im Hoxberger Wald verfasste. Durch das in der Sage vorgetragene Rollenverständnis der Zwerge ist ihr Ursprung jedoch eher im Spätmittelalter, wenn nicht sogar erst in der Romantik wahrscheinlicher als in der Keltenzeit anzusiedeln.

## Christliche Spuren
Es gibt am Stein mehrere Aufmauerungen und Einbuchtungen für Kerzen und Heiligenfiguren zur Darstellung der „sieben Schmerzen Marias“. Auf der Oberfläche des Steins steht ein großes Holzkreuz. Der Kaltensteinpfad, der um den Kaltenstein führt könnte früher einmal ein Kreuzweg gewesen sein.

## Der Kaltensteinpfad
siehe auch Kaltensteinpfad
Der Kaltensteinpfad ist ein Mountainbike- und Wanderweg, der um den Kaltenstein führt. Der Pfad ist ca. 7–8 Kilometer lang. Der Weg besteht zum größten Teil aus Waldlehmsandboden, an manchen Strecken geht man auf Holzboden. Es gibt mehrere kleine Brücken, die über kleine Wasserläufe führen. Höhepunkte des Weges sind eine Waldhöhle, eine alte Pferdetränke und natürlich der Kaltenstein.
2008 wurde der Kaltensteinpfad zum Premiumwanderweg ernannt.

## Gedicht
Der Lebacher Autor Richard Folz verfasste zum Kaltenstein folgendes Gedicht:
Der Kallenschdään

Ómm Zóllschdock schdett der Kallenschdään,

sè hann gesaat … der gääng sich drähn.

Er missdet Méddachlóuden heeren,

dann kinnt iehm kääner dat verwehren.

Als Kénner wóllten mier dat séihn,

wenn mier dò dróff schdehn órrer knéin.

Wòor’n aan Karfräidaach émmer dòò,

… hann draan gedréggt ónn draan gezòò.

Mér kónnt dé Glock ganz däitlich heeren,

– dään Kallenschdään dut dat nét schdeeren!

Dann sénn mier tróurich hääm gezòò

ónn hann gesaat: “Dier hann gelòò!”

Dòò hann sé äärnschd dé Schdier gerónzelt,

… ganz hääwes awwer ach geschmónzelt:

“Dier Kénner, – wenn ää’d heeren gääng,

gääng ach der Kallenschdään sich drähn!”